# ازدواج فامیلی در خاورمیانه

شیوع جهانی خویشاوندی تا پسرعموی دوم یا نزدیکتر

ازدواج فامیلی در خاورمیانه (انگلیسی: Cousin marriage in the Middle East)، ازدواج فامیلی شکلی از خویش‌آمیزی است (ازدواج بین زوج‌هایی که به عنوان فرزندان عمو و عمه یا فرزندان خاله و دایی هستند). در حالی که ازدواج خویشاوندی منحصر به جهان عرب نیست، کشورهای عربی «بالاترین نرخ ازدواج‌های فامیلی در جهان» را داشته‌اند. «نکاح بنت ام» یا ازدواج با دختر برادر پدر («بنت الامّ») به ویژه در جوامع قبیله ای و سنتی مسلمان رایج است. جایی که مردان و زنان به ندرت با همسران بالقوه خارج از خانواده بزرگ ملاقات می‌کنند. میزان ازدواج پسرعمویی در خاورمیانه از ۲۹ درصد در مصر تا نزدیک به ۵۸ درصد در عربستان سعودی متفاوت است.
مردم شناسان غربی در مورد اهمیت این عمل بحث کرده‌اند. برخی آن را به عنوان ویژگی تعیین‌کننده خاورمیانه خویشاوندی می‌دانند، در حالی که برخی دیگر خاطرنشان می‌کنند که نرخ کلی ازدواج پسرعمویی/فامیلی بین جوامع مختلف خاورمیانه به شدت متفاوت است. در دوران پیشامدرن میزان ازدواج پسرعمویی به ندرت ثبت می‌شد. در زمان‌های اخیر، ژنتیک‌دانان هشدار داده‌اند که سنت ازدواج فامیلی در طول قرن‌ها منجر به افزایش تعداد مبتلایان به ناهنجاری ژنتیکی شده است.